# Состязательность судопроизводства
Состязательность — принцип судопроизводства, согласно которому суд разрешает спор на основе состязания самих его сторон, доказывания самими заинтересованными сторонами оспариваемых фактов, а также обоснования, какие правовые нормы подлежат либо не подлежат применению и как их истолковать.
Состязательность противопоставляется следственной (инквизиционной) организации судопроизводства, при которой суд самостоятельно выявляет значимые для дела обстоятельства. Однако если судья расследует дело, то он не может затем беспристрастно разрешить спор.
Состязательность неотделима от цели судебного производства — полного и всестороннего установления спорных фактов и прав. Поэтому состязательность не означает молчаливого наблюдения суда за сторонами.
Суд, хотя по общему правилу и не должен сам собирать доказательства и расследовать дело, но в любом случае должен, сохраняя беспристрастность, разъяснять сторонам их возможности и обязанности, предлагать представить дополнительные доказательства, принимать меры для дополнительного уяснения представленных сторонами доказательств (назначать экспертизу, допрос лица, подписавшего письменное доказательство, и т. п.), разъяснять последствия действий или бездействия в суде, поддерживать порядок в заседании.
Состязательность не позволяет сторонам удерживать доводы и доказательства в расчёте на внезапность их действия на убеждение суда. Стороны обязаны раскрывать доводы и доказательства другим заинтересованным лицам и суду заблаговременно до их исследования в судебном разбирательстве.
Судебная процедура заочного рассмотрения дел часто лишает, как истца, так и ответчика, возможностей состязательного процесса.